# Húsares de Vivas
El escuadrón de Húsares de Vivas, Segundo Escuadrón de Húsares Voluntarios Urbanos o Húsares Infernales de Vivas fue un cuerpo de milicias criollas voluntarias de caballería creado en la campiña de Buenos Aires durante las Invasiones Inglesas de 1806-1807 al Virreinato del Río de la Plata. Su jefe fue Lucas Vivas. 

## Voluntarios de Pueyrredón
Producida la invasión británica al Río de la Plata en 1806 y tras la ocupación de la ciudad de Buenos Aires, muchos de los voluntarios se negaron a aceptar la rendición y se ocultaron en las quintas y en los campos, mientras en la ciudad se organizaban algunos focos de resistencia.

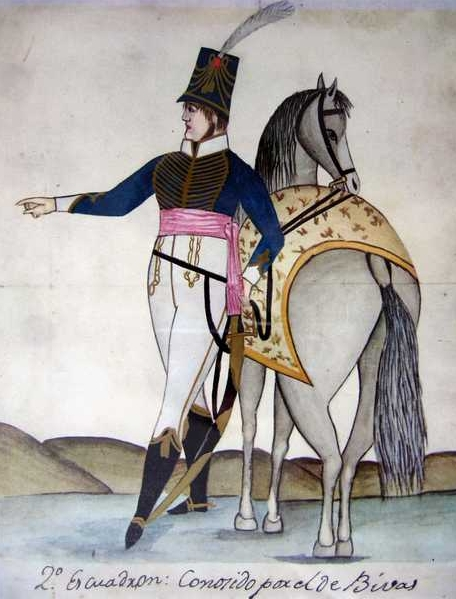
Oficial de los Húsares de Vivas.

El virrey Rafael de Sobremonte se retiró al interior del virreinato para levantar un ejército en la intendencia de Córdoba del Tucumán convocando tropas del interior del Virreinato, mientras que Santiago de Liniers pasaba a Montevideo y de acuerdo con el gobernador Pascual Ruiz Huidobro organizaba un segundo ejército en esa ciudad. En Buenos Aires, algunos vecinos preparaban planes de sabotaje contra el invasor y en la campaña Juan Martín de Pueyrredón se dispuso a organizar y equipar una fuerza de caballería miliciana que debía servir de auxilio a la reconquista. El 17 de julio de 1806 Pueyrredón desembarcó en San Isidro e inició su misión de sublevar a la campaña. 
Se fijó a la Villa de Luján como el punto de reunión de los voluntarios reunidos por Pueyrredón con los Blandengues de la Frontera. Pueyrredón asistía a los milicianos con sus propios recursos y con los suministrados por el asturiano Diego Álvarez Barragaña, cubriendo los jornales de 4 y medio reales con que se los compensaba por el trabajo perdido. Estos voluntarios, junto a unos 300 milicianos reglados del Batallón de Voluntarios de Infantería de Milicias de Buenos Aires y a las tropas veteranas del Cuerpo de Blandengues, conformaron una fuerza de entre 650 y 800 hombres, en su mayoría montados, que fueron dispersados por los británicos en el combate de Perdriel el 1 de agosto de 1806. Pero 200 de ellos lograron reunirse en San Isidro con la columna de Liniers procedente de Montevideo y participaron de la reconquista de Buenos Aires, ocurrida el 12 de agosto de 1806. Este grupo de voluntarios, los Voluntarios de Pueyrredón, tuvo una destacada actuación, principalmente en el ataque a la Plaza Mayor y fue el primer escuadrón en organizarse al finalizar la reconquista.

## Húsares de Vivas
Lucas Vivas era un vecino acomodado de Buenos Aires y un amigo de Pueyrredón que apoyó sus acciones de resistencia contra las fuerzas británicas en 1806. Tras la dispersión de voluntarios debida al combate de Perdriel, Vivas permaneció en la campaña y al producirse el desembarco en Las Conchas del ejército de la reconquista comandado por Liniers, Vivas fue uno de los primeros en presentarse con 50 hombres montados y armados.
Durante el avance sobre la ciudad Lucas Vivas, y D. Tomás Castillón su segundo, á la cabeza de otros verdaderos patricios, me han hecho los servicios más distinguidos, como caballería ligera, rondando las noches enteras alrededor de mis campamentos, como destacaría Liniers tras la reconquista.
El cabildo abierto del 14 de agosto de 1806 otorgó el mando militar a Liniers y el político al regente de la Real Audiencia de Buenos Aires Lucas Muñoz y Cubero, y dispuso organizar cuerpos de milicias para defender a Buenos Aires de una previsible nueva invasión.
Pueyrredón tuvo a su cargo la organización de las fuerzas de caballería, formándose un cuerpo de tres escuadrones de húsares, el primero bajo su mando directo y los restantes bajo las órdenes del ahora teniente coronel Lucas Vivas y de Pedro Ramón Núñez. 
Al mando de Vivas se formó así el Segundo Escuadrón de Húsares Voluntarios Urbanos. Se conformó inicialmente con 161 voluntarios en 4 compañías. En el listado de fuerzas emitido por Liniers en octubre de 1806 figura con 186 hombres, en 4 compañías. Sus banderas fueron bendecidas el 19 de octubre de 1806 en la iglesia de Santo Domingo.
En los oficios del 4 y 10 de septiembre de 1806, elevados por Liniers al virrey Sobremonte y al ministro Manuel Godoy, informa ya la formación del cuerpo de Húsares por el Rey y por la Patria Voluntarios: Tengo coordinados tres escuadrones de voluntarios cuyos individuos han servido a todos en la Reconquista quienes de por sí se obligan a uniformarse y a mantener caballos a pesebres; cada escuadrón debe componerse de ciento y veinte jinetes, armados solo de sable y pistola, vestidos a la Húsara, por lo que se lo considera el primer cuerpo de voluntarios creado para luchar contra los invasores.
Según lo dispuesto por la junta de guerra del 2 de marzo de 1807, los escuadrones de húsares se elevaron a 203 hombres, organizados en 4 compañías y se dispuso su acuartelamiento ante la ocupación de Montevideo por las fuerzas británicas. 
Sólo la tropa de línea recibía sueldo, los voluntarios solo percibían alguna remuneración cuando se acuartelaban o salían de campaña. El escuadrón se costeó sus propios uniformes, a lo que ayudó el hecho de que estaba compuesto en buena medida de jóvenes de buena posición económica. El uniforme constaba de chaqueta azul con alamares, cuello y botamangas, calzón y chaleco blancos y faja encarnada. Por cubrecabeza llevaban una gorra o chacó con guarnición, escarapela encarnada y penacho blanco. Los húsares llevaban en el ojal una cinta azul y blanca, primer cuerpo en usar esos colores que se devendrían años después en los de la Bandera de Argentina, cintas como las recibidas en Luján en 1806. No existe documentación fehaciente sobre las enseñas o estandartes o cualquier otra bandera, guion o banderín usado por los Húsares de Vivas.
Al producirse la segunda invasión inglesa al Río de la Plata, las milicias voluntarias constituyeron la fuerza principal de la defensa de la ciudad y tras un revés inicial en el combate de Miserere forzaron a capitular al fuerte ejército británico al mando de John Whitelocke y evacuar las posiciones ocupadas en la Banda Oriental. Su escuadrón de húsares mereció por su comportamiento la denominación de Bravos de Vivas.
Derrotadas las invasiones inglesas, una junta de guerra efectuada el 23 de julio de 1807 decidió que finalizado ese mes solo permanecerían a sueldo el regimiento de Patricios y el primer escuadrón Húsares de Pueyrredón. Los demás cuerpos seguirían organizados pero sin goce de sueldo, como lo estaban antes de febrero de 1807.

## Reconocimiento real
El 13 de enero de 1809 la Junta Suprema de Sevilla dispuso en nombre del rey premiar a los oficiales de los distintos cuerpos milicianos de Buenos Aires reconociendo los grados militares que se les había otorgado:

SEGUNDO ESCUADRON DE HÚSARES.

Grado de Teniente Coronel.—A los Comandantes don Lúcas Vivas y don Tomás Castellon.

De Capitán.—A los Capitanes don Félix Villota y don Bernardo Martínez.

De Teniente.—A los Tenientes don Manuel Blanco Martínez, don Federico Bárbara, don Patricio Linch, don Manuel Alvarez, don Antonio Urueta, y al Ayudante don Tomás Rivera.

De Alférez.—A los Alféreces don Leonardo Gándara, don Manuel Insua, don Mariano Ibarrola, don Martin Freire; á los Cadetes don Ignacio Nuñez y don Leon Díaz, y al Porta-estandarte don Francisco Soto.

## Disolución
Reemplazado Liniers, la junta de guerra del 11 de septiembre de 1809 presidida por el nuevo virrey Baltasar Hidalgo de Cisneros, reorganizó las fuerzas voluntarias de la ciudad de Buenos Aires, disolviendo a los escuadrones segundo y tercero de húsares.

Artículo 7°: Con la tropa de los Cuerpos de Carlos IV, Cazadores, 2° y 3° escuadrón de Húsares, el de Migueletes y el de Castas de Artillería se completarán los demás que quedan al servicio; y como el número de aquellos debe considerarse excedente al que éstos necesitan, podrán concederse algunas bajas a los individuos que únicamente se consideren que por sus oficios hagan falta para las atenciones de ellos en el pueblo.